# جمعیت دفاع از ارزش‌های انقلاب اسلامی
جمعیت دفاع از ارزش‌های انقلاب اسلامی از تشکل‌های سیاسی در جمهوری اسلامی ایران است که در ۲۸ بهمن ۱۳۷۴ پیش از انتخابات دورهٔ پنجم مجلس شورای اسلامی اعلام موجودیت کرد.
محمد محمدی ری‌شهری دبیرکل آن، روح‌الله حسینیان قائم‌مقام دبیرکل، احمد پورنجاتی دبیر سیاسی، محمد شریعتمداری دبیر اقتصادی، و سیدعلی‌اکبر ابوترابی، علی رازینی، محمدصادق عرب‌نیا، محسن سلطانی شیرازی، سیدعلی قاضی‌عسگر، سیدعلی غیوری نجف‌آبادی از اعضای هیئت مؤسس آن هستند.
این تشکل با شعار فراحزبی و با هدف ارائه جریانی جایگزین جناح‌های چپ و راست همچون خط سوم و از سوی جمعی از نیروهای راستگرای اطلاعاتی و امنیتی تشکیل شد.این جمعیت از ابتدای تأسیس تا ۲۵ آبان ۱۳۷۷ هفته‌نامهٔ «ارزش‌ها» را به مدیر مسئولی محمدی ری‌شهری، و سردبیری احمد پورنجاتی را برای بازتاب دادن دیدگاه‌هایش منتشر می‌کرد. در انتخابات مجلس پنجم این جمعیت در حوزه‌های بسیاری فهرست اعلام کرد که ویژگی آن اشتراک با جناح‌های چپ و راست بود. نامزدهای جمعیت در این انتخابات رأی نیاوردند. اکثریت این نامزدها از جامعه روحانیت مبارز و باقی از مجمع روحانیون مبارز و مستقل بودند.  
در انتخابات ۷مین دوره ریاست جمهوری در سال ۱۳۷۶، این جمعیت دبیرکل خود ری شهری را به عنوان نامزد معرفی کرد. کسب آرای کم از سوی او باعث بروز مشکلات برای این جمعیت و اعلام توقف فعالیت آن در سال ۱۳۷۸ شد. سید ابراهیم رئیسی در سال ۱۳۷۶ از حامیان این جمعیت بود.
هم‌اکنون بخش فرهنگی این جمعیت در حال فعالیت است ولی بخش سیاسی آن فعالیتی ندارد.